# پیترا لیگوره
پیترا لیگوره (به ایتالیایی: Pietra Ligure) یک کومونه در ایتالیا است که در استان ساونا واقع شده‌است.

## خصوصیات
پیترا لیگوره ۹٫۷ کیلومترمربع مساحت و ۹٬۱۰۱ نفر جمعیت دارد.

## خواهرخوانده
شهر اوفنبورگ خواهرخواندهٔ پیترا لیگوره هست.